# Юэлл, Джордж Генри
Джордж Генри Юэлл (англ. George Henry Yewell; 1830—1923) — американский художник и гравёр (офортист).

## Биография

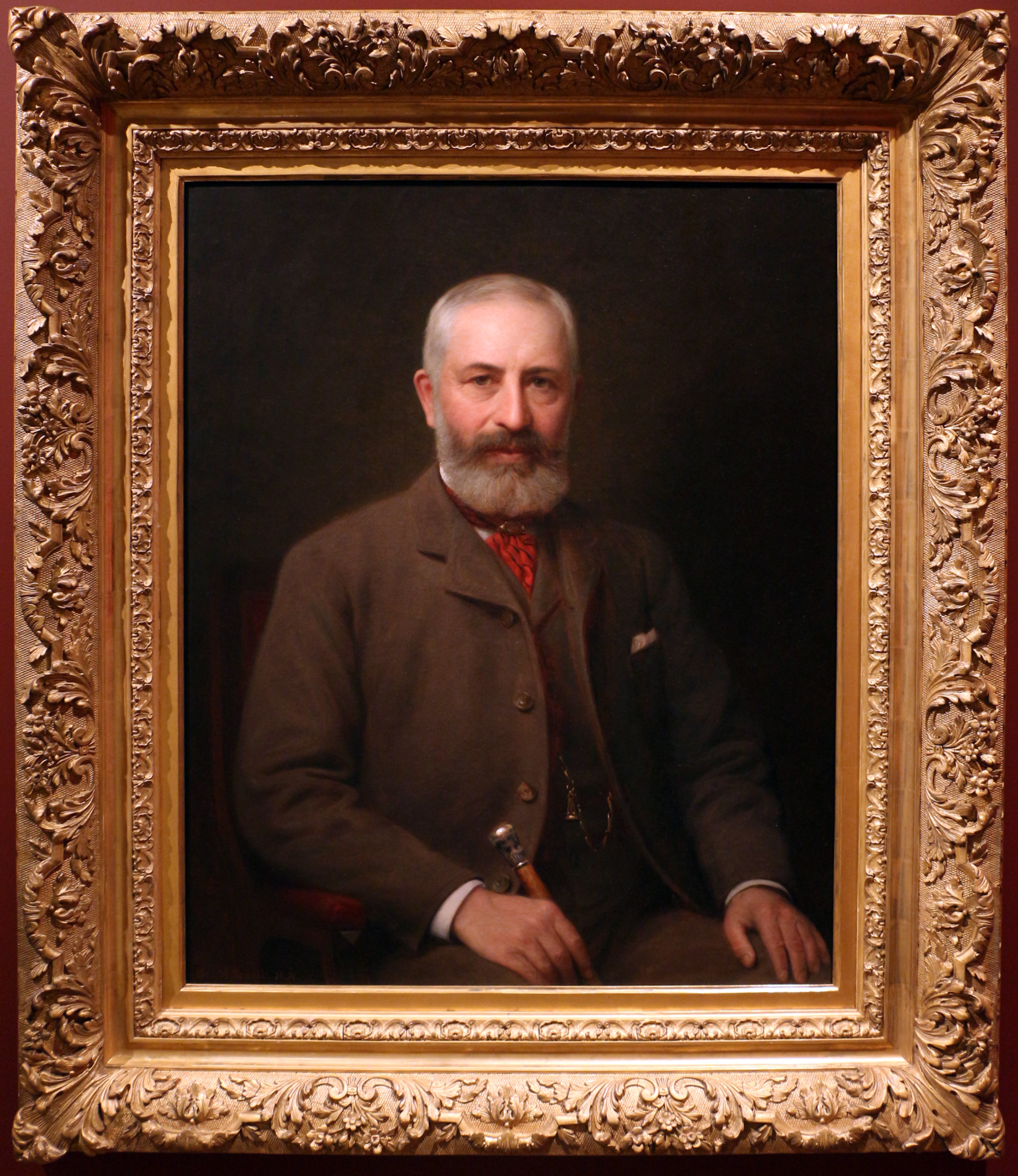
Портрет Фредерика Лейтона

Родился 20 января 1830 года в местечке Havre de Grace, штат Мэриленд.
Еще в детстве у Джорджа умер отец и они с матерью покинули Мэриленд, перебравшись в Цинциннати, штат Огайо, откуда родом была его мать. 
В Цинциннати учился а Теодора Парвина, который позже стал видным педагогом в Айове. В 1841 году мать и сын тоже переехали в Айову, где жили другие члены большой семьи матери. В 1848 году Юэлл учился на портного, чтобы зарабатывать, в это же время у него начал проявляться интерес к искусству, где он сделал впервые шаги в области офортов.
Среди тех, кто первым заметил способности Джорджа Юэлла, был Чарльз Мейсон, главный судья Верховного суда штата Айова. Он собрал единомышленников, вместе с которыми финансировали переезд молодого художника в Нью-Йорк для получения профессионального художественного образования. Государственный чиновник Чарльз Дана передал с Джорджем рекомендательное письмо к художнику Томасу Хиксу, чьим учеником и стал Юэлл. В мастерской Хикса он познакомился с английским писателем-сатириком Мейкписом Теккереем. Вскоре поступил в школу Национальной академии дизайна, которую посещал с 1851 по 1853 годы.
После окончания школы вернулся в город Айова и начал писать портреты, специализируюясь на изображениях детей. В январе 1856 года ернулся в Нью-Йорк и вновь поступил в Академию, сняв в городе студию. Затем, при поддержке Мейсона и его друзей, Юэлл отправился в Париж, где до 1861 года он учился с Тома Кутюром, познакомившись с художниками Henry A. Loop и Thomas Satterwhite Noble. Копия, которую он сделал с картины Розы Бонёр получила признание многих его коллег. В 1862 году Юэлл вернулся в США. Сначала работал в Айове, сняв студию в Des Moines, затем снова вернулся в Нью-Йорк, организовав студию в здании Dodsworth Building. Представил ряд своих работ  на ежегодной выставке в Национальной академии, часть из которых были жанровыми сценами его пребывания во Франции. Юэлл больше не жил в Айове, хотя регулярно посещал этот город и женился на местной женщине —  Mary Elizabeth (Mollie) Coast в 1863 году. В 1867 году с женой и братом Оскаром он опять поехал в Европу и в этот раз поселился в Риме. Проводил летнее время в Перудже и Венеции, в 1875 году совершил путешествие в Египет и в 1878 году вернулся в Соединенные Штаты. В числе его друзей в Риме были художники Илайхью Веддер и Чарльз Колман, а также дипломат и Бейярд Тейлор. Существует мнениечто Юэлл вернулся в США из-за поведения своей жены, которая была шокирована поведением американской диаспоры в Риме, и супруги развелись в следующем году. Мэри Элизабет вышла замуж за английского художника Эдвина Эллиса.
Юэлл снова поселился в Нью-Йорке, арендовав студию в здании Tenth Street Studio Building, которую он снимал до 1880 года. На некоторое время уезжая из Нью-Йорка, снова вернулся в этот город, оставаясь там до конца жизни. Проводил  лето в озере Лейк-Джордж. Был избран ассоциативным членом Национальной академии дизайна в 1862 году и стал её полноправным членом в 1880 году. Участвовал во многих выставках, выставляясь в Академии до 1916 года. Он также занимал ряд должностей в нью-йоркском сообществе — был покровителем Метрополитен-музея, членом Century Club, секретарём Artists' Fund Society города Нью-Йорка.
Умер 26 сентября 1923 года в городе Лейк-Джордж, штат Нью-Йорк.
Многие работы художника связаны с Айовой. Здесь он написал ряд портретов известных жителей, включая губернатора Сэмюэля Кирквуда. Его художественное наследие является значительным для жителей города. Работы Джорджа Юэлла можно встретить во многих музеях США.